# Pueblo pnong

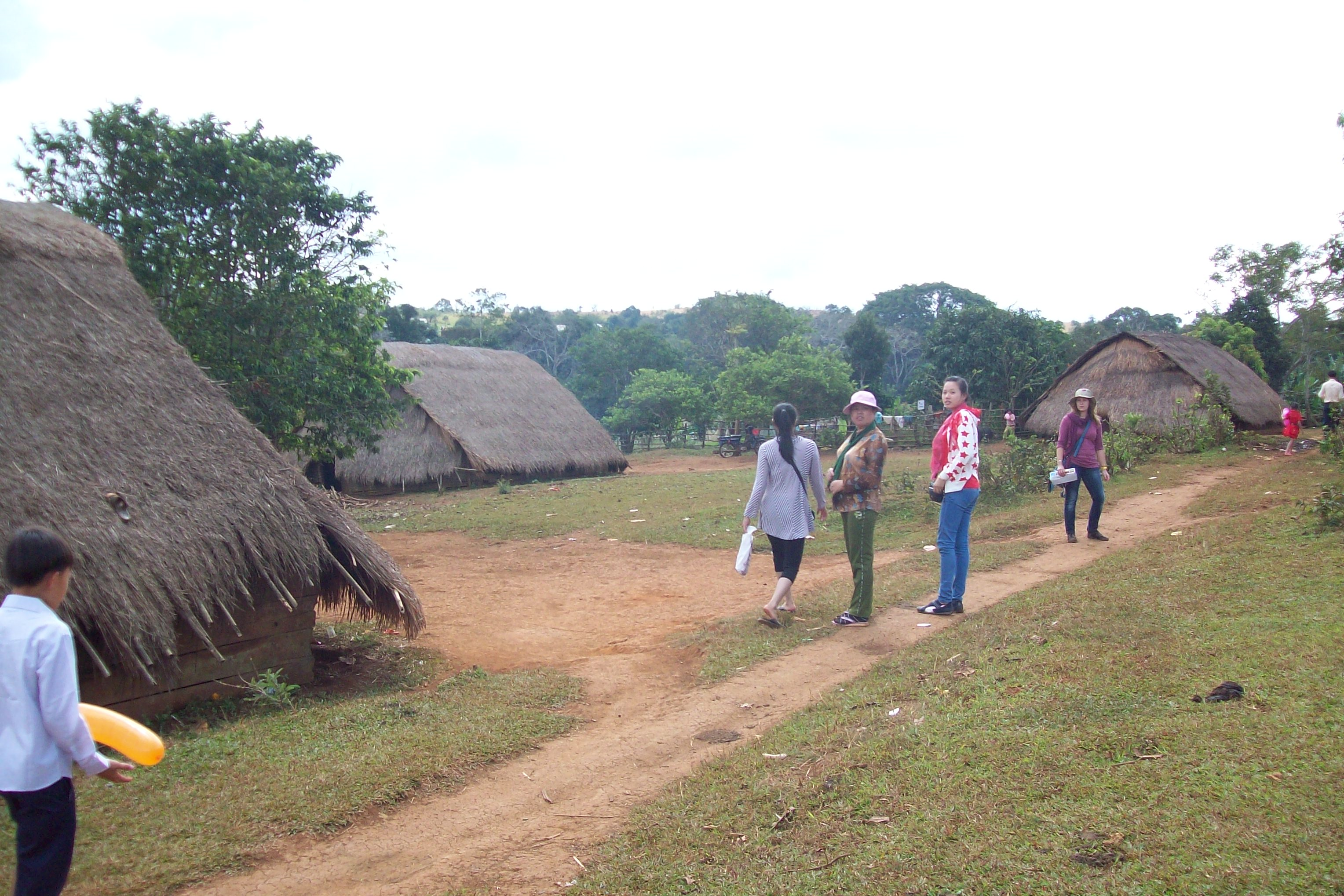
Pueblo tradicional de los pnong en la provincia de Mondol Kirí, Camboya.

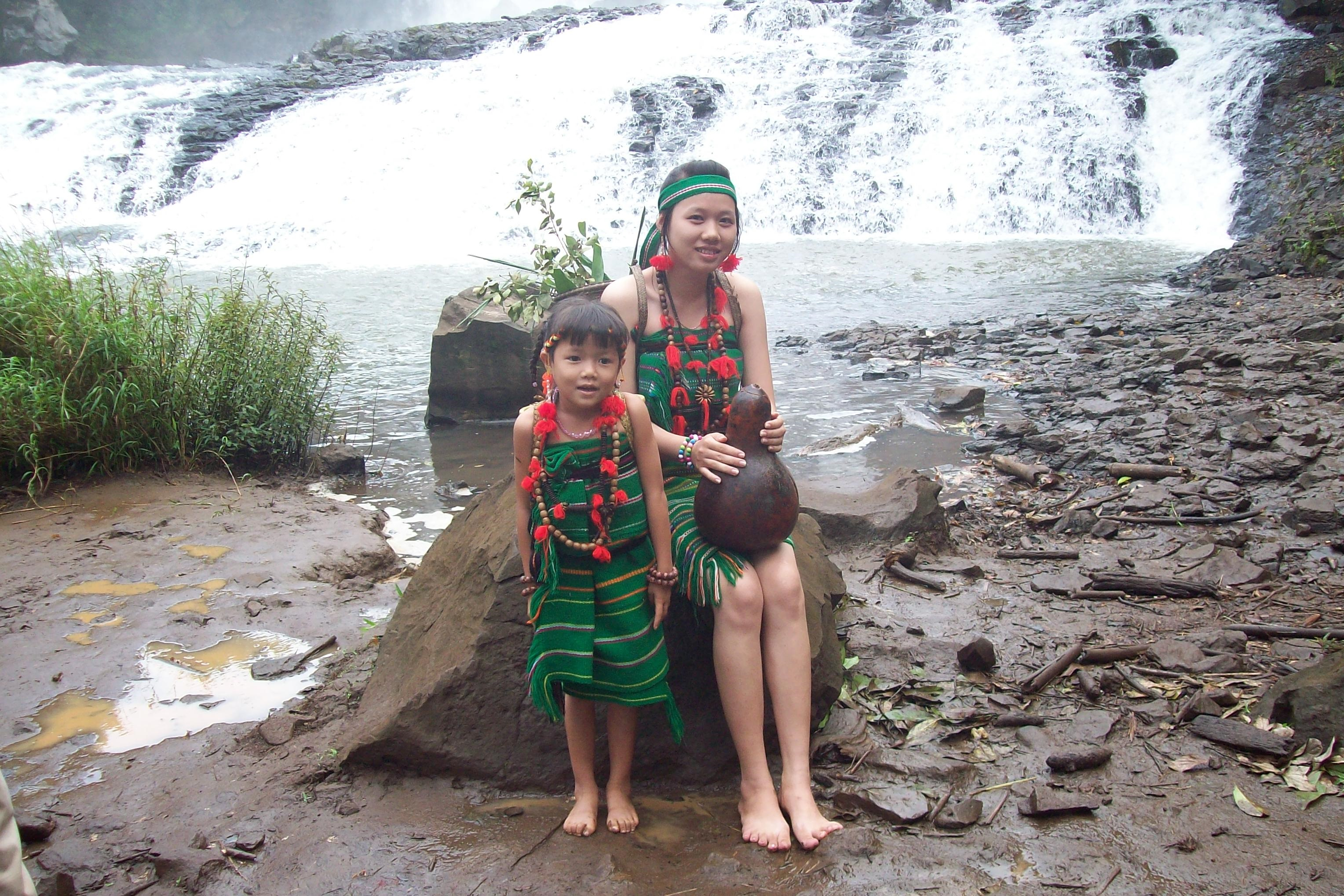
Mujer y joven con trajes tradicionales de la etnia pnong

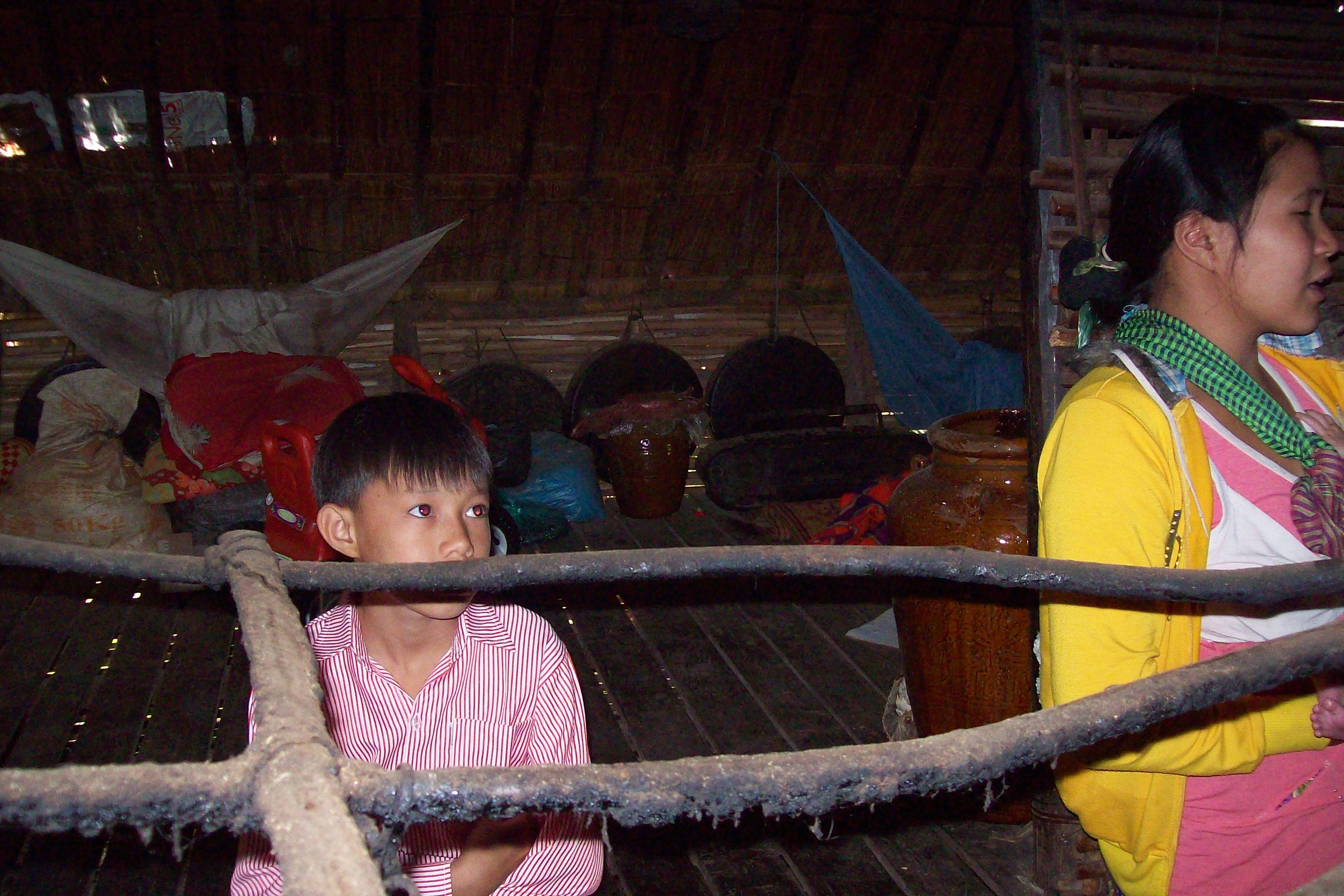
Interior de una habitación tradicional pnong

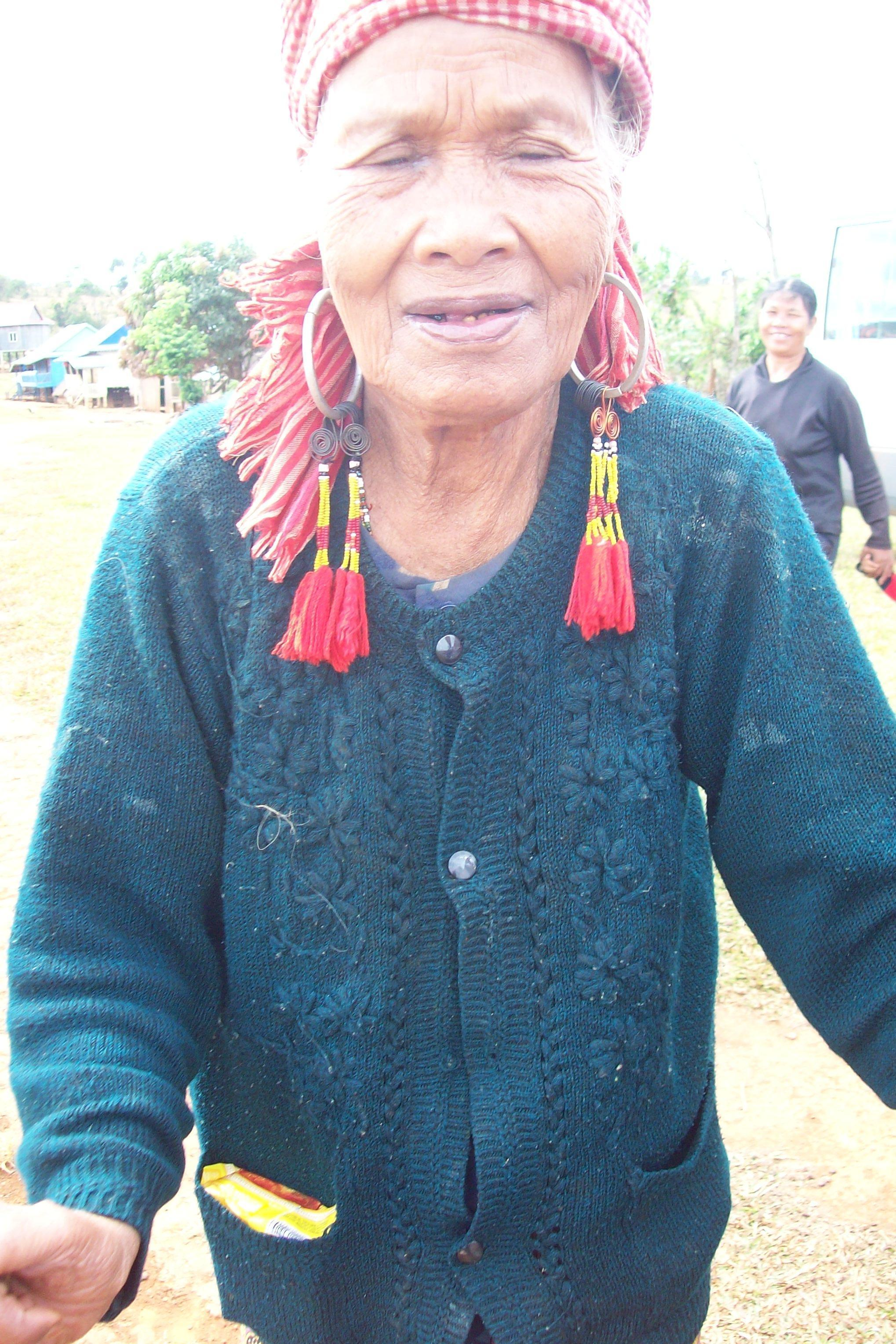
Mujer anciana de la etnia pnong

El pueblo pnong (alternativamente conocido como bunong y otras ortografías) es una minoría étnica indígena de Camboya, que se encuentra principalmente en la provincia camboyana de Mondol Kirí. Hablan una lengua del grupo mon-jemer. Se cree que la existencia del pueblo Pnong se remonta a 2000 años atrás.

## Actividades tradicionales
El pueblo pnong vive de la tierra, y sigue practicando la agricultura migratoria (roza y quema). Plantan arroz, árboles frutales, café, nueces de anacardo y de goma y cazan animales salvajes.

## Vivienda
Aunque cada vez más casas se construyen en estilo jemer, aún se pueden encontrar las tradicionales casas pnong. En las casas hay grandes jarras y gongs tradicionales. Tarros y gongs están entre las más valiosas posesiones de los Pnong, así como de otras minorías étnicas en Camboya, tanto en términos tradicionales y espirituales, así como materiales.

## Religión
La gran mayoría de los miembros de la etnia pnong no son miembros de ninguna religión organizada, sino animistas que veneran la naturaleza,y que creen que todas las cosas, animadas e inanimadas, tienen espíritus. Por lo tanto se pueden encontrar postes mágicos delante de casi todas las casas, en cada pozo y en los campos de arroz para invitar a los buenos espíritus a proteger a las personas, a traer la buena suerte y buenas cosechas, así como para alejar a los malos espíritus. Debido a la creencia que los pnongs tienen en el poder de los espíritus, aún siguen sacrificando animales, ya sea para apaciguar a los espíritus enfadados o para agradecer a la ayuda de los espíritus benévolos (por ejemplo, en la cura de enfermedades o en el regalo de una buena cosecha). Los postes tienen una decoración de fibras de bambú teñidas (anteriormente con la sangre, en la actualidad con pintura roja, porque dura más tiempo), un pequeño tambor con una apertura larga y estrecha para llamar a los espíritus, una pequeña cabeza de elefante que simboliza la fuerza y por lo tanto puede proteger a las personas y a sus posesiones, así como una pequeña cesta, similar a las que se utilizan para las ofrendas. Estos son normalmente más o menos los mismos artículos que se pueden encontrar en las casas y en los campos. En los pozos hay a menudo pequeños búfalos de agua en vez de cabezas de elefantes. A veces los postes también pueden tener elementos adicionales como por ejemplo, una pequeña casita.

## Los pnong en los medios de comunicación
Una mujer pnong, cuyo nombre se piensa que es Rochom P'ngieng, fue descubierta después de pasar, presuntamente, 19 años sola en la selva.
Entre las obras y trabajos sobre el pueblo pnong se cuentan Living in the margins (Vivir en los márgenes), las publicaciones de Nomad RSI y las obras de Frédéric Bourdier.